# Fussballclub Gossau 2022-2023
Questa voce raccoglie le informazioni riguardanti il Fussballclub Gossau nelle competizioni ufficiali della stagione 2022-2023.

## Stagione
Nella stagione 2022-2023 il Gossau, allenato da Oscar Escobar, concluse il campionato di Prima Lega all'11º posto.

## Rosa
| N. |                                 | Ruolo | Calciatore       |
| -- | ------------------------------- | ----- | ---------------- |
| 1  | Portogallo (bandiera)           | P     | Daniel Sousa     |
| 2  | Svizzera (bandiera)             | D     | Harbin Ademi     |
| 3  | Svizzera (bandiera)             | C     | Silvano Schäppi  |
| 4  | Svizzera (bandiera)             | D     | Eric Gülünay     |
| 5  | Svizzera (bandiera)             | D     | Janik Eugster    |
| 6  | Svizzera (bandiera)             | C     | Kristian Karrica |
| 7  | Macedonia del Nord (bandiera)   | C     | Eldin Muharemi   |
| 8  | Svizzera (bandiera)             | D     | Efe Gürgen       |
| 8  | Svizzera (bandiera)             | A     | Edin Mujkanovic  |
| 9  | Svizzera (bandiera)             | A     | Nicolas Eberle   |
| 10 | Svizzera (bandiera)             | A     | Nico Abegglen    |
| 11 | Svizzera (bandiera)             | C     | Gabriel Makia    |
| 12 | Svizzera (bandiera)             | D     | Philip Kaiser    |
| 13 | Svizzera (bandiera)             | C     | Geronimo Casadio |
| 14 | Svizzera (bandiera)             | D     | Rikard Oroshi    |
| 16 | Bosnia ed Erzegovina (bandiera) | A     | Din Hukanovic    |
| 17 | Svizzera (bandiera)             | C     | Yannick Stacher  |

| N. |                            | Ruolo | Calciatore        |
| -- | -------------------------- | ----- | ----------------- |
| 18 | Svizzera (bandiera)        | D     | Mateo Marinovic   |
| 19 | Svizzera (bandiera)        | D     | Marco Franin      |
| 20 | Svizzera (bandiera)        | D     | Kenzo Schällibaum |
| 21 | Svizzera (bandiera)        | D     | Eric Nickel       |
| 22 | Kosovo (bandiera)          | C     | Lirim Shala       |
| 24 | Svizzera (bandiera)        | D     | Oliver Manser     |
| 27 | Kosovo (bandiera)          | C     | Lulzim Salija     |
| 47 | Svizzera (bandiera)        | P     | Damian Böhler     |
| 77 | Rep. Dominicana (bandiera) | A     | Kendry Tejada     |
| 99 | Svizzera (bandiera)        | P     | Fabio Wirth       |
|    | Svizzera (bandiera)        | P     | Michele Boppart   |
|    | Svizzera (bandiera)        | D     | Jann Lenz         |
|    | Svizzera (bandiera)        | D     | Quốc Trung Nguyễn |
|    | Somalia (bandiera)         | C     | Mohamed Elmi      |
|    | Germania (bandiera)        | C     | Felix Knörle      |
|    | Svizzera (bandiera)        | A     | Arian Vujić       |

## Organigramma societario
Area tecnica
- Allenatore: Oscar Escobar
- Allenatore in seconda:
- Preparatore dei portieri:
- Preparatori atletici:

## Calciomercato

### Sessione estiva
| Acquisti | Acquisti            | Acquisti        | Acquisti |
| R.       | Nome                | da              | Modalità |
| -------- | ------------------- | --------------- | -------- |
| D        | Philip Kaiser       | San Gallo U18   |          |
| C        | Felix Knörle        | Freienbach      |          |
| D        | Harbin Ademi        | Winterthur U18  |          |
| P        | Damian Böhler       | San Gallo II    |          |
| A        | Francesco Di Maggio | San Gallo U18   |          |
| A        | Nicolas Eberle      | Brühl           |          |
| D        | Endrin Lesi         | Winterthur U18  |          |
| C        | Eldin Muharemi      | Kosova Zurigo   |          |
| D        | Kenzo Schällibaum   | Rapperswil-Jona |          |
| C        | Lirim Shala         | Brühl           |          |

| Cessioni | Cessioni       | Cessioni  | Cessioni |
| R.       | Nome           | a         | Modalità |
| -------- | -------------- | --------- | -------- |
| P        | Claudio Bernet | Bazenheid |          |
| A        | David Vlacic   | Amriswil  |          |
| C        | Devin Baumann  | Thalwil   |          |

### Sessione invernale
| Acquisti | Acquisti      | Acquisti         | Acquisti |
| R.       | Nome          | da               | Modalità |
| -------- | ------------- | ---------------- | -------- |
| A        | Kendry Tejada | Atlético Pantoja |          |
| D        | Eric Gülünay  | Uzwil            |          |

| Cessioni | Cessioni         | Cessioni           | Cessioni |
| R.       | Nome             | a                  | Modalità |
| -------- | ---------------- | ------------------ | -------- |
| C        | Sinan Özcelik    | Kreuzlingen        |          |
| D        | Filip Degen      | Kreuzlingen        |          |
| A        | Kushtrim Rexhepi | Dardania San Gallo |          |

## Risultati

### Prima Lega

#### andata
| Gossau 6 agosto 2022, ore 16:00 CEST 1ª giornata                   | Gossau    | 2 – 1 referto | Eschen/Mauren | Gemeindesportplatz Gossau / Büchenwald (250 spett.) |
| \| \| \| \| \| Abegglen 9’, 21’ (rig.) \| Marcatori \| 40’ Gaye \| |           |               |               |                                                     |
|                                                                    |           |               |               |                                                     |
| Abegglen 9’, 21’ (rig.)                                            | Marcatori | 40’ Gaye      |               |                                                     |

| Winterthur 13 agosto 2022, ore 16:00 CEST 2ª giornata   | Winterthur II | 1 – 1 referto | Gossau | Stadion Schützenwiese (140 spett.) |
| \| \| \| \| \| Demi 89’ \| Marcatori \| 79’ Abegglen \| |               |               |        |                                    |
|                                                         |               |               |        |                                    |
| Demi 89’                                                | Marcatori     | 79’ Abegglen  |        |                                    |

| Arbitro: | Prskalo |

|                                            |           |                             |
| Di Maggio 1’, 24’ Abegglen 10’ (rig.), 55’ | Marcatori | 31’ Muadianvita 88’ Idrissi |

| Niederhasli 27 agosto 2022, ore 16:00 CEST 4ª giornata | Grasshoppers II | 0 – 0 referto | Gossau | GC Campus AG |

| Gossau 3 settembre 2022, ore 16:00 CEST 5ª giornata                                     | Gossau    | 1 – 3 referto                            | Tuggen | Gemeindesportplatz Gossau / Büchenwald (350 spett.) |
| \| \| \| \| \| Abegglen 67’ \| Marcatori \| 1’ Meier 26’ (rig.) Jakupov 37’ Barreiro \| |           |                                          |        |                                                     |
|                                                                                         |           |                                          |        |                                                     |
| Abegglen 67’                                                                            | Marcatori | 1’ Meier 26’ (rig.) Jakupov 37’ Barreiro |        |                                                     |

| Weesen 10 settembre 2022, ore 17:30 CEST 6ª giornata                                                        | Weesen    | 1 – 7 referto                                                 | Gossau | Sportplatz Moos |
| \| \| \| \| \| Norelli 30’ \| Marcatori \| 40’, 66’, 67’ Eberle 60’ Ademi 83’ Shala 89’ Knörle 90’ Makia \| |           |                                                               |        |                 |
| |           |                                                               |        |                 |
| Norelli 30’                                                                                                 | Marcatori | 40’, 66’, 67’ Eberle 60’ Ademi 83’ Shala 89’ Knörle 90’ Makia |        |                 |

| Gossau 16 settembre 2022, ore 20:15 CEST 7ª giornata             | Gossau    | 3 – 0 referto | Kreuzlingen | Gemeindesportplatz Gossau / Büchenwald (270 spett.) |
| \| \| \| \| \| Eberle 41’ Shala 75’ Makia 90’ \| Marcatori \| \| |           |               |             |                                                     |
|                                                                  |           |               |             |                                                     |
| Eberle 41’ Shala 75’ Makia 90’                                   | Marcatori |               |             |                                                     |

| Uzwil 24 settembre 2022, ore 16:00 CEST 8ª giornata                                       | Uzwil     | 2 – 3 referto                  | Gossau | Sportanlage Rüti |
| \| \| \| \| \| Hajrović 54’ Sejdija 59’ \| Marcatori \| 50’, 72’ Abegglen 68’ Muharemi \| |           |                                |        |                  |
|                                                                                           |           |                                |        |                  |
| Hajrović 54’ Sejdija 59’                                                                  | Marcatori | 50’, 72’ Abegglen 68’ Muharemi |        |                  |

| Gossau 1º ottobre 2022, ore 16:00 CEST 9ª giornata                                             | Gossau    | 2 – 4 referto                                 | Höngg | Gemeindesportplatz Gossau / Büchenwald (170 spett.) |
| \| \| \| \| \| Shala 32’, 55’ \| Marcatori \| 25’ Gubler 29’ (rig.) Gullo 62’ Öner 78’ Koko \| |           |                                               |       |                                                     |
|                                                                                                |           |                                               |       |                                                     |
| Shala 32’, 55’                                                                                 | Marcatori | 25’ Gubler 29’ (rig.) Gullo 62’ Öner 78’ Koko |       |                                                     |

| Gossau 8 ottobre 2022, ore 16:00 CEST 10ª giornata                                        | Gossau    | 2 – 3 referto                    | Paradiso | Gemeindesportplatz Gossau / Büchenwald (200 spett.) |
| \| \| \| \| \| Abegglen 38’ Makia 49’ \| Marcatori \| 81’ Italo 87’ Piazza 90’ Rossini \| |           |                                  |          |                                                     |
|                                                                                           |           |                                  |          |                                                     |
| Abegglen 38’ Makia 49’                                                                    | Marcatori | 81’ Italo 87’ Piazza 90’ Rossini |          |                                                     |

| Freienbach 15 ottobre 2022, ore 16:00 CEST 11ª giornata                                | Freienbach | 2 – 2 referto           | Gossau | Sportanlage Chrummen (150 spett.) |
| \| \| \| \| \| Franin 15’ (aut.) Straub 31’ \| Marcatori \| 5’, 44’ (rig.) Abegglen \| |            |                         |        |                                   |
|                                                                                        |            |                         |        |                                   |
| Franin 15’ (aut.) Straub 31’                                                           | Marcatori  | 5’, 44’ (rig.) Abegglen |        |                                   |

| Gossau 29 ottobre 2022, ore 16:00 CEST 12ª giornata                    | Gossau    | 0 – 4 referto                        | Wettswil-Bonstetten | Gemeindesportplatz Gossau / Büchenwald (250 spett.) |
| \| \| \| \| \| \| Marcatori \| 55’, 67’ Peter 61’ Herger 73’ Studer \| |           |                                      |                     |                                                     |
|                                                                        |           |                                      |                     |                                                     |
|                                                                        | Marcatori | 55’, 67’ Peter 61’ Herger 73’ Studer |                     |                                                     |

| Canobbio 5 novembre 2022, ore 17:00 CET 13ª giornata                                            | Lugano II | 3 – 2 referto          | Gossau | Centro sportivo Al Maglio |
| \| \| \| \| \| Spinelli 15’ Stöber 25’ Pizzagalli 90’ \| Marcatori \| 68’ Abegglen 90’ Shala \| |           |                        |        |                           |
|                                                                                                 |           |                        |        |                           |
| Spinelli 15’ Stöber 25’ Pizzagalli 90’                                                          | Marcatori | 68’ Abegglen 90’ Shala |        |                           |

| Gossau 12 novembre 2022, ore 16:00 CET 14ª giornata                                                                | Gossau    | 6 – 1 referto | Linth 04 | Gemeindesportplatz Gossau / Büchenwald |
| \| \| \| \| \| Šabanović 16’ (aut.) Makia 29’ Casadio 43’ Di Maggio 84’, 90’, 90’ \| Marcatori \| 86’ Šabanović \| |           |               |          |                                        |
| |           |               |          |                                        |
| Šabanović 16’ (aut.) Makia 29’ Casadio 43’ Di Maggio 84’, 90’, 90’                                                 | Marcatori | 86’ Šabanović |          |                                        |

| Zurigo 20 novembre 2022, ore 16:00 CET 15ª giornata                                          | Kosova Zurigo | 5 – 0 referto | Gossau | Juchhof 1 (190 spett.) |
| \| \| \| \| \| Schiavano 58’ Foniqi 69’ Avdyli 71’ Mocanu 75’ Marques 90’ \| Marcatori \| \| |               |               |        |                        |
|                                                                                              |               |               |        |                        |
| Schiavano 58’ Foniqi 69’ Avdyli 71’ Mocanu 75’ Marques 90’                                   | Marcatori     |               |        |                        |

#### ritorno
| Eschen 26 novembre 2022, ore 15:00 CET 16ª giornata | Eschen/Mauren | 1 – 0 referto | Gossau | Sportpark Eschen |
| \| \| \| \| \| Gaye 10’ \| Marcatori \| \|          |               |               |        |                  |
|                                                     |               |               |        |                  |
| Gaye 10’                                            | Marcatori     |               |        |                  |

| Gossau 25 febbraio 2023, ore 15:00 CET 17ª giornata     | Gossau    | 0 – 2 referto         | Winterthur II | Gemeindesportplatz Gossau / Büchenwald (200 spett.) |
| \| \| \| \| \| \| Marcatori \| 77’ Barletta 90’ Demi \| |           |                       |               |                                                     |
|                                                         |           |                       |               |                                                     |
|                                                         | Marcatori | 77’ Barletta 90’ Demi |               |                                                     |

| Torricella-Taverne 4 marzo 2023, ore 15:00 CET 18ª giornata   | Taverne   | 2 – 1 referto | Gossau | Campo comunale Taverne |
| \| \| \| \| \| Traore 11’, 56’ \| Marcatori \| 2’ Abegglen \| |           |               |        |                        |
|                                                               |           |               |        |                        |
| Traore 11’, 56’                                               | Marcatori | 2’ Abegglen   |        |                        |

| Gossau 21 marzo 2023, ore 20:00 CET 19ª giornata                                                | Gossau    | 4 – 1 referto | Grasshoppers II | Gemeindesportplatz Gossau / Büchenwald (256 spett.) |
| \| \| \| \| \| Abegglen 10’ Tejada 30’ Muharemi 45’ (rig.) Shala 90’ \| Marcatori \| 73’ Uka \| |           |               |                 |                                                     |
|                                                                                                 |           |               |                 |                                                     |
| Abegglen 10’ Tejada 30’ Muharemi 45’ (rig.) Shala 90’                                           | Marcatori | 73’ Uka       |                 |                                                     |

| Tuggen 18 marzo 2023, ore 16:00 CET 20ª giornata                                     | Tuggen    | 2 – 2 referto               | Gossau | Sportplatz Linthstrasse |
| \| \| \| \| \| Györky 51’ Jakupov 65’ \| Marcatori \| 8’ (rig.), 90’ (rig.) Shala \| |           |                             |        |                         |
|                                                                                      |           |                             |        |                         |
| Györky 51’ Jakupov 65’                                                               | Marcatori | 8’ (rig.), 90’ (rig.) Shala |        |                         |

| Gossau 25 marzo 2023, ore 16:00 CET 21ª giornata                                               | Gossau    | 3 – 2 referto            | Weesen | Gemeindesportplatz Gossau / Büchenwald (200 spett.) |
| \| \| \| \| \| Eberle 5’ Abegglen 39’ Muharemi 45’ \| Marcatori \| 8’ Gönitzer 13’ Fernando \| |           |                          |        |                                                     |
|                                                                                                |           |                          |        |                                                     |
| Eberle 5’ Abegglen 39’ Muharemi 45’                                                            | Marcatori | 8’ Gönitzer 13’ Fernando |        |                                                     |

| Kreuzlingen 1º aprile 2023, ore 16:00 CEST 22ª giornata                              | Kreuzlingen | 3 – 1 referto       | Gossau | Sportplatz Hafenareal |
| \| \| \| \| \| Arifagic 35’, 80’ Laidouci 75’ \| Marcatori \| 60’ (rig.) Muharemi \| |             |                     |        |                       |
|                                                                                      |             |                     |        |                       |
| Arifagic 35’, 80’ Laidouci 75’                                                       | Marcatori   | 60’ (rig.) Muharemi |        |                       |

| Gossau 6 aprile 2023, ore 20:00 CEST 23ª giornata         | Gossau    | 2 – 0 referto | Uzwil | Gemeindesportplatz Gossau / Büchenwald (450 spett.) |
| \| \| \| \| \| Muharemi 18’ Eberle 33’ \| Marcatori \| \| |           |               |       |                                                     |
|                                                           |           |               |       |                                                     |
| Muharemi 18’ Eberle 33’                                   | Marcatori |               |       |                                                     |

| Zurigo 15 aprile 2023, ore 16:00 CEST 24ª giornata                | Höngg     | 1 – 2 referto          | Gossau | Sportplatz Hönggerberg |
| \| \| \| \| \| Öner 85’ \| Marcatori \| 20’ Karrica 90’ Salija \| |           |                        |        |                        |
|                                                                   |           |                        |        |                        |
| Öner 85’                                                          | Marcatori | 20’ Karrica 90’ Salija |        |                        |

| Collina d'Oro 22 aprile 2023, ore 16:00 CEST 25ª giornata                     | Paradiso  | 5 – 0 referto | Gossau | Campo Pian Scairolo |
| \| \| \| \| \| Foglia 11’, 51’ Loiero 26’ Rossini 78’, 81’ \| Marcatori \| \| |           |               |        |                     |
|                                                                               |           |               |        |                     |
| Foglia 11’, 51’ Loiero 26’ Rossini 78’, 81’                                   | Marcatori |               |        |                     |

| Gossau 29 aprile 2023, ore 16:00 CEST 26ª giornata   | Gossau    | 1 – 1 referto | Freienbach | Gemeindesportplatz Gossau / Büchenwald |
| \| \| \| \| \| Shala 63’ \| Marcatori \| 5’ Rocca \| |           |               |            |                                        |
|                                                      |           |               |            |                                        |
| Shala 63’                                            | Marcatori | 5’ Rocca      |            |                                        |

| 6 maggio 2023, ore 16:00 CEST 27ª giornata | Wettswil-Bonstetten | 1 – 1 | Gossau |  |

| 13 maggio 2023, ore 16:00 CEST 28ª giornata | Gossau | 1 – 3 | Lugano II |  |

| 20 maggio 2023, ore 16:00 CEST 29ª giornata | Linth 04 | 2 – 1 | Gossau |  |

| 27 maggio 2023, ore 16:00 CEST 30ª giornata | Gossau | 1 – 2 | Kosova Zurigo |  |

## Statistiche

### Statistiche di squadra
| Competizione | Punti | In casa | In casa | In casa | In casa | In casa | In casa | In trasferta | In trasferta | In trasferta | In trasferta | In trasferta | In trasferta | Totale | Totale | Totale | Totale | Totale | Totale | DR |
| Competizione | Punti | G       | V       | N       | P       | Gf      | Gs      | G            | V            | N            | P            | Gf           | Gs           | G      | V      | N      | P      | Gf     | Gs     | DR |
| ------------ | ----- | ------- | ------- | ------- | ------- | ------- | ------- | ------------ | ------------ | ------------ | ------------ | ------------ | ------------ | ------ | ------ | ------ | ------ | ------ | ------ | -- |
| Prima Lega   | 36    | 15      | 7       | 1       | 7       | 32      | 29      | 15           | 3            | 5            | 7            | 23           | 31           | 30     | 10     | 6      | 14     | 55     | 60     | -5 |
| Totale       | 36    | 15      | 7       | 1       | 7       | 32      | 29      | 15           | 3            | 5            | 7            | 23           | 31           | 30     | 10     | 6      | 14     | 55     | 60     | -5 |

### Andamento in campionato
| Giornata  | 1 | 2 | 3 | 4 | 5 | 6 | 7 | 8 | 9 | 10 | 11 | 12 | 13 | 14 | 15 | 16 | 17 | 18 | 19 | 20 | 21 | 22 | 23 | 24 | 25 | 26 | 27 | 28 | 29 | 30 |
| --------- | - | - | - | - | - | - | - | - | - | -- | -- | -- | -- | -- | -- | -- | -- | -- | -- | -- | -- | -- | -- | -- | -- | -- | -- | -- | -- | -- |
| Luogo     | C | T | C | T | C | T | C | T | C | C  | T  | C  | T  | C  | T  | T  | C  | T  | C  | T  | C  | T  | C  | T  | T  | C  | T  | C  | T  | C  |
| Risultato | V | N | V | N | P | V | V | V | P | P  | N  | P  | P  | V  | P  | P  | P  | P  | V  | N  | V  | P  | V  | V  | P  | N  | N  | P  | P  | P  |
| Posizione | 5 | 4 | 2 | 4 | 6 | 4 | 4 | 4 | 5 | 5  | 5  | 6  | 7  | 6  | 7  | 8  | 9  | 12 | 9  | 9  | 8  | 8  | 8  | 8  | 8  | 8  | 8  | 9  | 10 | 11 |

Legenda:

Luogo: C = Casa; T = Trasferta. Risultato: V = Vittoria; N = Pareggio; P = Sconfitta.